# Campeonato Paulista de Futebol de 1983 - Segunda Divisão
O Campeonato Paulista de Futebol de 1983 - Segunda Divisão foi a 37.ª edição do torneio promovida pela Federação Paulista de Futebol, e equivaleu ao segundo nível do futebol no estado de São Paulo.O XV de Piracicaba conquistou o quarto título da competição, firmando-se como o maior campeão da Segunda Divisão. A conquista também garantiu ao XV o acesso para o Campeonato Paulista de 1984.
O vice campeão Noroeste disputou o "rebolo" com o Taubaté, penúltimo colocado da Primeira Divisão, mas foi derrotado duas vezes por 1 a 0, permanecendo, desta forma, na Segunda Divisão.

## Forma de disputa
Num dos regulamentos mais complexos já organizado, a competição de 1983, seguindo a tendência dos anos 80, foi dividido em 2 turnos. Cada turno teve 3 fases classificatórias.
- Primeira fase: As 13 equipes de cada grupo disputaram por pontos corridos em turno único, classificando-se os 8 mais bem colocados de cada grupo.
- Segunda fase: Os 8 melhores de cada grupo foram divididos em duas Séries de 4 times, totalizando 8 grupos, com o campeão de cada Série classificando-se para a final.
- Final: São disputadas finais nos 4 grupos (Amarelo, Vermelho, Preto e Branco) em melhor de 3 pontos, com o campeão garantindo vaga na semifinal.

No segundo turno repete-se o sistema de disputa, onde surgem outros 4 campeões de grupos, que também garantem vaga na semifinal.

## Participantes
| Grupo Amarelo: - Araçatuba (Araçatuba) - Bandeirante (Birigüi) - Candidomotense (Cândido Mota) - Corinthians-PP (Presidente Prudente) - Dracena (Dracena) - Fernandópolis (Fernandópolis) - Linense (Lins) - Penapolense (Penápolis) - Santa Fé (Santa Fé do Sul) - Tanabi (Tanabi) - Tupã (Tupã) - VOCEM (Assis) - Votuporanguense (Votuporanga) | Grupo Vermelho: - Barra Bonita (Barra Bonita) - Barretos (Barretos) - Batatais (Batatais) - Catanduvense (Catanduva) - Jaboticabal (Jaboticabal) - Noroeste (Bauru) - Novorizontino (Novo Horizonte) - Orlândia (Orlândia) - Palmeiras (São João da Boa Vista) - Radium (Mococa) - Rio Preto (São José do Rio Preto) - Sãocarlense (São Carlos) - Sertãozinho (Sertãozinho) | Grupo Preto: - Aparecida (Aparecida do Norte) - Bragantino (Bragança Paulista) - Cruzeiro (Cruzeiro) - Esportiva (Guaratinguetá) - Ferroviário (Itu) - Nacional (São Paulo) - Paulista (Jundiaí) - Portuguesa (Santos) - Saad (São Caetano do Sul) - Saltense (Salto) - São Bernardo (São Bernardo do Campo) - Suzano (Suzano) - União (Mogi das Cruzes) | Grupo Branco: - Amparo (Amparo) - Ginásio Pinhalense (Espírito Santo do Pinhal) - Guaçuano (Mogi Guaçu) - Independente (Limeira) - Lemense (Leme) - Mogi Mirim (Mogi Mirim) - Primavera (Indaiatuba) - Rio Branco (Americana) - Rio Claro (Rio Claro) - União Barbarense (Santa Bárbara D'Oeste) - União São João (Araras) - Velo Clube (Rio Claro) - XV de Piracicaba (Piracicaba) |  |

## Semifinais
Esta fase da competição reuniu os vencedores das finais dos 4 grupos, tanto do 1º, como do 2º turno.
- Grupo Amarelo

Bandeirante de Birigui garantiu vaga automática para o Quadrangular Final, pois venceu as finais dos dois turnos do Grupo Amarelo, derrotando a equipe do Tanabi em ambas ocasiões.
- Grupo Vermelho

30 de outubro de 1983: Sertãozinho 0 – 0 Noroeste

6 de novembro de 1983: Noroeste 2 – 0 Sertãozinho
- Grupo Preto

30 de outubro de 1983: Nacional 1 – 1 São Bernardo

6 de novembro de 1983: São Bernardo 1 – 1 Nacional

9 de novembro de 1983: Nacional 2 – 0 São Bernardo
- Grupo Branco

30 de outubro de 1983: União Barbarense 1 – 2 XV de Piracicaba

6 de novembro de 1983: XV de Piracicaba 2 – 0 União Barbarense

## Fase final
O XV de Piracicaba foi campeão com uma rodada de antecedência ao vencer o Bandeirante em casa por 3 – 2. Na rodada final, realizada em 4 de dezembro, foi goleado pelo Nacional por 4 – 0 jogando com a equipe reserva, enquanto Bandeirante e Noroeste disputavam o vice campeonato, que valia a disputa do rebolo com o penúltimo colocado da Primeira Divisão.
O Noroeste vencia até os 43 minutos do segundo tempo quando o Bandeirante marcou com o zagueiro Ulisses. O árbitro Luis Carlos Antunes correu para o centro do campo, até ver bandeira de seu auxiliar levantada. Vendo a pressão da torcida da casa, foi incapaz de anular o tento e correu para o vestiário, onde encerrou a partida. O caso foi para o TJD, que manteve a vitória do Noroeste.
| Quadrangular Final | Quadrangular Final    | Quadrangular Final | Quadrangular Final | Quadrangular Final | Quadrangular Final | Quadrangular Final | Quadrangular Final | Quadrangular Final | Quadrangular Final | Quadrangular Final |
| Time               | Time                  | Pts                | J                  | V                  | E                  | D                  | GP                 | GS                 | SG                 |                    |
| ------------------ | --------------------- | ------------------ | ------------------ | ------------------ | ------------------ | ------------------ | ------------------ | ------------------ | ------------------ | ------------------ |
| 1                  | XV de Piracicaba      | 09                 | 6                  | 4                  | 1                  | 1                  | 9                  | 8                  | +1                 |                    |
| 2                  | Noroeste              | 06                 | 6                  | 1                  | 4                  | 1                  | 5                  | 5                  | 0                  |                    |
| 3                  | Bandeirante (Birigui) | 05                 | 6                  | 2                  | 1                  | 3                  | 9                  | 8                  | +1                 |                    |
| 4                  | Nacional              | 04                 | 6                  | 1                  | 2                  | 3                  | 7                  | 9                  | -2                 |                    |

### Jogo decisivo
| 30 de novembro de 1983 | XV de Piracicaba                              | 3 – 2 | Bandeirante (Birigui)             | Estádio Barão de Serra Negra, Piracicaba                                     |
|                        | Carluccio 7' 1T · Lima 20' 2T · Chicão 39' 2T |       | Dicão 13' 1T · Paulo César 52' 2T | Público: 15 241 Renda: Cr$ 18 800 000,00 Árbitro: Almir Ricci Peixoto Laguna |

XV de Piracicaba: Pizelli, Carluccio, Ailton Luis, Dario (Paulinho, intervalo) e Otavio; Vadinho, Lima e Pianelli; Tim (Chicão, 14 do 2.°). Brandão e Gilberto. Técnico: Galdino Machado
Bandeirante: Fernando. Mauro, Ulisses. Edson Fumaça e Pecos; Paulo Cesar, Jaime (Sobral, 27 do 2º) e Dicão; Pedro Paulo, Lula e Zé Luis (Pedrinho, intervalo). Técnico: João Magoga

## Premiação
| Campeonato Paulista de 1983 - Segunda Divisão |
| --------------------------------------------- |
| XV de Piracicaba Campeão (4º título)          |

## Rebolo
Noroeste vice-campeão e Taubaté penúltimo colocado da Primeira Divisão, disputaram uma vaga no Campeonato Paulista de 1984, com os seguintes resultados:
- 15 de dezembro de 1983: Noroeste 0 – 1 Taubaté
- 18 de dezembro de 1983: Noroeste 0 – 1 Taubaté[5]

Estes resultaram garantiram o Taubaté na Primeira Divisão. Os jogos foram disputados no Estádio Moisés Lucarelli, em Campinas.